# ANiMiDNiGHT!!!
- 朝日放送グループホールディングス > 朝日放送テレビ > 朝日放送テレビ番組一覧 > ANiMiDNiGHT!!!
- アニメ > テレビアニメ > 深夜アニメ > ANiMiDNiGHT!!!
- テレビ番組 > 深夜番組 > 深夜アニメ > ANiMiDNiGHT!!!

ANiMiDNiGHT!!!（アニミナイト）は、2025年4月14日より朝日放送テレビ（ABCテレビ）にて毎週月曜未明（日曜深夜）0時40分から1時10分に放送されている関西ローカル深夜アニメ枠。

## 概要
以前から、朝日放送テレビは、旧朝日放送時代より深夜アニメの制作・放送に取り組んでおり、2020年10月改編でテレビ朝日系列フルネットの新アニメ枠「ANiMAZiNG!!!」を日曜未明（土曜深夜）に新設していた。こうした取り組みの一環として、2025年4月改編で新たな深夜アニメ枠を発足することを決定し、第一弾の作品である『日々は過ぎれど飯うまし』の放送局・枠発表と同時に本放送枠の新設が発表され、同時に本放送枠名の一般公募が開始された。本枠の新設によって、朝日放送テレビによる深夜アニメ枠は、「ANiMAZiNG!!!」とその姉妹枠である「ANiMAZiNG2!!!」、木曜未明（水曜深夜）に1時間に30分のアニメを2本並べて放送する「水曜アニメ〈水もん〉」とあわせて週5本（「ANiMAZiNG!!!」以外はローカル枠）体制となった。
放送枠の設立コンセプトとして「視聴者とともに新たなアニメを盛り上げていきたいという思い」があり、さらに「従来のアニメ放送枠とは一線を画す、新鮮で新たな魅力を提供することを目指す」としている。朝日放送グループでアニメ事業を担うABCアニメーション代表取締役の安井一成は、プレスリリースで「日曜24時台という、多くの視聴者にとって週末を締めくくる時間に、アニメを楽しんでもらいつつ、月曜日から始まる1週間に向けて「来週もこれを楽しみに頑張ろう！」というような活力を与えられるような枠になればいいと考えています。そのためにも「ファンと一緒に創る新しいアニメ枠」を目指し、様々な企画や取り組みを通じて、ファンの声を大切にしながら、より愛されるアニメ枠にしていきたい」とコメントしている。こうした視聴者・ファンとの「共創」というコンセプトに基づき、この放送枠の名称の一般公募を企画したと語っており、今後も双方向のコミュニケーションで枠のブランドを創り上げたいとしている。
放送開始後の2025年4月18日に放送枠名が「ANiMiDNiGHT!!!」（アニミナイト）に決定したことが発表された。これは、「midnight」（真夜中）の読みをもじって「見ないと」に通じるようにし、「アニメ見ないと！」という意味を持たせている。なお、この枠名の発表と同時に本放送枠のロゴの一般公募が開始されている。

## 放送作品
| 作品名                 | 放送期間                 | 制作会社           | 製作局 or 放送形態     | ABCアニメーション 製作 | 備考                                                       |
| 0:40 - 1:10枠          | 0:40 - 1:10枠            | 0:40 - 1:10枠      | 0:40 - 1:10枠          | 0:40 - 1:10枠          | 0:40 - 1:10枠                                              |
| ---------------------- | ------------------------ | ------------------ | ---------------------- | ---------------------- | ---------------------------------------------------------- |
| 日々は過ぎれど飯うまし | 2025年4月14日 - 6月30日  | P.A.WORKS          | TOKYO MX メ〜テレ BS11 | ○                      |                                                            |
| CITY THE ANIMATION     | 2025年7月7日 -           | 京都アニメーション | UHFアニメ              | ○                      | 35分枠（0:40 - 1:15）で放送。                              |
| デブとラブと過ちと!    | 2025年10月13日 -（予定） | Marvy Jack         | TOKYO MX               |                        | サンテレビで先行ネットされるため、兵庫県内では実質再放送。 |